# 石田弘
石田 弘（いしだ ひろし、1943年9月21日 - ）は、日本のテレビプロデューサー。フジテレビジョン人事局付嘱託エグゼクティブプロデューサー、フジパシフィックミュージック取締役。
愛称は「ダーイシ」。東京都出身。

## 来歴
生まれは杉並区高円寺北。生家は阿佐ヶ谷で割烹料亭を営んでおり、小学生時代からいわゆる「鍵っ子」として、阿佐ヶ谷の映画館に入り浸っていた。エルヴィス・プレスリーに憧れ（詳細は後述）、ミュージシャンや映画監督などの道を目指すも自分には難しいと判断し、テレビディレクターを志した。
海城高校卒業後、日本大学芸術学部在学中からフジテレビでアルバイトを始め、1967年に正式に入社。アルバイト時代から引き続きドラマを制作していたが、フジテレビ制作部門の分社化に伴い、ビデオソフト制作部門（後のポニーキャニオン）に異動し、成人向けビデオの制作も行っていた。
その後、分社化した制作会社・フジプロダクション（後にフジ制作）に出向し、音楽・バラエティ番組を担当した。『リブ・ヤング!』では洋楽とフォーク、ロックのみ扱い、この番組がキャロルのデビューのきっかけとなる。1973年より『ミュージックフェア』のディレクター、1980年よりプロデューサーを務める。
1980年代以降、『オールナイトフジ』、『夕やけニャンニャン』、『とんねるずのみなさんのおかげです』などのバラエティ番組をヒットさせる。とんねるずの石橋貴明にテレビ局に関係なくマネされていて、石橋は「ダーイシ男」としてコントに仕立て上げた。
『夕やけニャンニャン』から誕生したおニャン子クラブに関して、傘下の音楽出版社であるフジパシフィック音楽出版（現・フジパシフィックミュージック）を介して、権利をレコード会社と折半させたほか、ファンクラブの運営も委託。自前のファッションブランド「Hip's road」を立ち上げ、これらのグッズ販売の会社を設立する（現在「フジテレビショップ フジさん」を運営する株式会社オンエア）など、フジサンケイグループのメディアミックスの基礎を作り上げた一人でもある。同番組の最終回では自ら番組に登場しおニャン子メンバーに卒業証書と称した送辞を読み上げている。
役員待遇に昇進した後、2005年の役員定年満了後も、三宅恵介とともに嘱託として引き続きフジテレビに在籍しており、『ミュージックフェア』等を担当している。
番組演出以外では、1973年にチューリップ「心の旅」のミュージック・ビデオを制作。また、1975年の「吉田拓郎・かぐや姫 コンサート インつま恋」の映像制作も担当。国内外の音楽関係イベントのプロデュース、演出も多数あり。映画『おニャン子ザ・ムービー 危機イッパツ!』ではスペシャルアドバイザーを務めた。

## エピソード
学生時代からエルヴィス・プレスリーの大ファンで、好きな曲は「ラヴ・ミー・テンダー（Love Me Tender）」。石田の定年（役員契約満了）記念特番『とんねるずの石田さんのおかげでした オールスター大感謝祭〜台場の中心で、Iが叫ぶ〜』では誕生日祝いとして、和田アキ子などが石田のためにこの曲を歌い、プレゼントした。
『GALAC』誌上のインタビューで「低俗と俗悪は違う。ふざける番組でも超えてはならない一線がある。悪ふざけにならないようにしなければならない」と自説を述べたことがある。ただし、（自戒はしているが）担当していた『とんねるずのみなさんのおかげです』にて、「木梨憲武さんを偲んで」という視聴者ドッキリ企画を行った際は、フジテレビに約800件の抗議電話が来る騒ぎになった事がある。
糖尿病の持病があり、明石家さんまやとんねるず等から度々ネタにされている。

## 担当番組

### 現在の担当番組
レギュラー番組
- MUSIC FAIR（エグゼクティブプロデューサー名義では2001年7月〜、以前は演出→演出・プロデューサー→ゼネラルプロデューサー）

特別番組
- FNS歌謡祭（エグゼクティブプロデューサー、1994年は制作名義）
- FNSうたの夏まつり（エグゼクティブプロデューサー）

### 過去の担当番組
レギュラー番組
- リブ・ヤング!（演出）
- わが旅わが心
- アップルハウス（プロデューサー）
- オールナイトフジ（プロデューサー）
- マイルド欽ドン!
- 夕やけニャンニャン（プロデューサー）
- パラダイスGoGo!!（チーフプロデューサー）
- とんねるずのみなさんのおかげです（プロデューサー→ゼネラルプロデューサー）
- ラスタとんねるず'94（ゼネラルプロデューサー）
- とんねるずの本汁でしょう!!（ゼネラルプロデューサー）
- daiba:ba（ゼネラルプロデューサー）
- とんねるずのみなさんのおかげでした（ゼネラルプロデューサー名義では初回〜2001年6月まで、エグゼクティブプロデューサー名義では2001年7月〜番組終了まで）
- 桃色学園都市宣言（プロデューサー）
- アイドルハイスクール 芸能女学館（ゼネラルプロデューサー）
- 水曜歌謡祭（エグゼクティブプロデューサー）
- P-STOCK（ゼネラルプロデューサー）

特別番組
- のりおの歌うヒット笑!
- 世界の超豪華・珍品料理（初代プロデューサー[3]）
- FNS大感謝祭（1991年 - 1993年の大晦日に放送された特番）
- 完全保存!俺達の昭和ヒット曲 黄金時代!!（ゼネラルプロデューサー、1994年3月 - 1995年に放送された特番）
- FNS ALLSTARS 27時間笑いの夢列島（2001年7月放送のFNSの日）役員待遇・エグゼクティブプロデューサー
- FNSうたの春まつり

## 石田班のスタッフ

### 概要
上司だった横澤彪率いる「ひょうきんディレクターズ」と呼ばれる横澤班と先輩の疋田拓率いる「疋田班」とは仲が悪く、後輩の王東順率いる「王班」とも一線を画していた。横澤班や王班およびドラマ部門が担当していた番組の収録には『ザ・ベストテン』（TBSテレビ）の追っかけ中継の立ち入りを許可されていた一方、石田はおニャン子クラブやその派生ユニットおよびメンバーのソロ活動の楽曲のランキングの扱いへの疑問から、途中から出演を辞退させる対応を取っていた。ただし、自身が重用していたとんねるずに関しては外部所属ということもあり、出演拒否させていなかった。
2005年9月29日放送の『とんねるずの石田さんのおかげでした オールスター大感謝祭〜世界の中心で、Iが叫ぶ〜』では、スタッフロールの冒頭に「石田班」と表示された。
近年はFNS27時間テレビの特番等で三宅恵介ら横澤班出身のスタッフと組む事が多い。

### 石田班スタッフ
港浩一
共同テレビジョン代表取締役社長を経て、フジテレビジョン元社長
稲村健
ピボーテ代表者。
太田一平
ディレクター、プロデューサーを経て現在チーフプロデューサー
関卓也
共同テレビジョン出向・第3制作部プロデューサー兼CMアドコンテンツ部長、総合開発局業務センター部長
時宗大
FCC出向。作曲家すぎやまこういちの長男
中垣佐知子
ロングテイル所属
松村匠
2010年にフジテレビを退社し、AKSコンテンツビジネス本部長
笠井一二
フジテレビを退社し、独立。制作会社社長、オフィスクレッシェンド最高顧問。
坂間和夫（おこりんぼ坂間）
2006年、フジテレビを定年退職
木村忠寛
クリエーション代表 。元ライツ開発局企画部長　※石田班には兼任でのディレクターのポジション。木村班（ものまね番組等）の長であった。
石井正幸
共同テレビ常務取締役・制作センター第2制作担当を経て、共同テレビジョン代表取締役社長。
小西康弘（めちゃ×2イケてるッ!のこにしPのモデル）
BSフジ出向
鈴木正人
FCC出向
渡邊俊介
編成局制作センター第二制作室チーフプロデューサー
神原孝
FCC制作室企画開発部長
石本幸一
シザーズリーグのプロデューサーを後に勤めたが、退社。退社後同番組出演者に対する恐喝事件で逮捕・起訴され、実刑判決を受け刑務所に服役した。
岡崎洋三
サテライト・サービス取締役
守谷徹
BSフジエグゼクティブプロデューサー